# الکس اسکات (بازیکن فوتبال، زاده ۲۰۰۳)
الکس اسکات (انگلیسی: Alex Scott؛ زادهٔ ۲۱ اوت ۲۰۰۳) بازیکن فوتبال است.
وی همچنین در تیم‌های ملی فوتبال زیر ۱۸ سال انگلستان و زیر ۱۹ سال انگلستان بازی کرده‌است.